# Vika församling
Vika församling var en församling i Västerås stift och i Falu kommun i Dalarnas län. Församlingen uppgick 2012 i Vika-Hosjö församling. 

## Administrativ historik
Vika församling har medeltida ursprung. På 1300-talet utbröts Hosjö församling och Vika församling var därefter till 2007  moderförsamling i pastoratet Vika och Hosjö. Från 2007 till 2012 ingick församlingen i Falu pastorat för att 2012 uppgå i Vika-Hosjö församling.

## Series pastorum[3]
- Herr Bengt, 1357
- Herr Håkan, 1400
- Herr Ragvald, 1432
- Herr Peder, 1515-1533
- Herr Olof, 1533
- Jacobus Erici, 1540-1570
- Daniel Danielis Montanus, 1570-1588
- Christopherus Magni Irestadius, 1589-1621
- Nicolaus Svenonis Jemtius, 1622-1660
- Johannes Matthiæ Byensis, 1662-1668
- Hermannus Benedicti Malmenius, 1669-1681
- Bartoldus Petri Cuprimontanus, 1682-1684

## Befolkningsutveckling
| Befolkningsutvecklingen i Vika församling 1860–2020 | Befolkningsutvecklingen i Vika församling 1860–2020 | Befolkningsutvecklingen i Vika församling 1860–2020 | Befolkningsutvecklingen i Vika församling 1860–2020 | Befolkningsutvecklingen i Vika församling 1860–2020 |
| --- | --------------------------------------------------- | --------------------------------------------------- | --------------------------------------------------- | --------------------------------------------------- |
| |                                                     |                                                     |                                                     |                                                     |
| År |                                                     |                                                     | Folkmängd                                           |                                                     |
| 1860 | 1860                                                |                                                     | 1 539                                               |                                                     |
| 1870 | 1870                                                |                                                     | 1 627                                               |                                                     |
| 1880 | 1880                                                |                                                     | 1 779                                               |                                                     |
| 1890 | 1890                                                |                                                     | 1 722                                               |                                                     |
| 1900 | 1900                                                |                                                     | 1 621                                               |                                                     |
| 1910 | 1910                                                |                                                     | 1 725                                               |                                                     |
| 1920 | 1920                                                |                                                     | 1 688                                               |                                                     |
| 1930 | 1930                                                |                                                     | 1 622                                               |                                                     |
| 1940 | 1940                                                |                                                     | 1 513                                               |                                                     |
| 1950 | 1950                                                |                                                     | 1 466                                               |                                                     |
| 1960 | 1960                                                |                                                     | 1 382                                               |                                                     |
| 1970 | 1970                                                |                                                     | 1 145                                               |                                                     |
| 1980 | 1980                                                |                                                     | 1 206                                               |                                                     |
| 1990 | 1990                                                |                                                     | 1 494                                               |                                                     |
| 2010 | 2010                                                |                                                     | 1 762                                               |                                                     |
| 2020 | 2020                                                |                                                     | 1 815                                               |                                                     |
| Anm: Källor: Demografiska databasen, CEDAR, Umeå universitet, Befolkning per församling, Folkmängden per distrikt, landskap, landsdel eller riket efter kön. År 2015 - 2022. |                                                     |                                                     |                                                     |                                                     |

## Kyrkor
- Vika kyrka